# Toni Erdmann
Toni Erdmann (Brasil: As Faces de Toni Erdmann ) é um filme austro-alemão de comédia dramática de 2016 dirigido, escrito e co-produzido por Maren Ade. É estrelado por Peter Simonischek e Sandra Hüller.
O filme, que estreou em competição no Festival de Cannes 2016. foi eleito o melhor filme de 2016 pela Sight & Sound e outras revistas de cinema respeitadas.
Ganhou cinco prêmios nos Prémios do Cinema Europeu de 2016: Melhor Filme (inédito para um filme dirigido por uma mulher), Melhor Diretor, Melhor Roteirista, Melhor Ator e Melhor Atriz. Também ganhou o Prémio Lux do Parlamento Europeu. Foi nomeado como representante da Alemanha para Melhor Filme Estrangeiro no 89º Oscar, mas perdeu para Forushande do Irã.

## Sinopse
Winfried Conradi é um professor de música divorciado de Aachen, apaixonado por piadas bizarras envolvendo várias personas falsas. Após a morte de seu amado cão, ele decide se reconectar com sua filha, Ines, que segue carreira em consultoria de negócios. Ines está trabalhando em Bucareste, Romênia, em um projeto de terceirização na indústria do petróleo. Consumida pelo trabalho, ela parece ter pouco tempo para a família e para desfrutar dos prazeres da vida.
Winfried espontaneamente viaja para Bucareste e espera por Ines no saguão de um complexo de escritórios. Depois de várias horas, ela finalmente aparece, acompanhada por vários membros do conselho de seu cliente e a caminho de uma reunião. Winfried coloca óculos escuros e dentes postiços como um disfarce lúdico e se aproxima do grupo pelo lado enquanto se esconde atrás de um jornal. Ines o ignora, mas se encontra com ele brevemente após o trabalho e o convida para uma recepção de negócios na Embaixada dos Estados Unidos.
À noite, Winfried e Ines comparecem à recepção, onde se encontram com Henneberg, CEO de uma petrolífera alemã com quem Ines deseja firmar um contrato de consultoria. Ines tenta chamar a atenção de Henneberg, mas Henneberg parece mais interessado em seu pai. Winfried diz a Henneberg que contratou uma filha substituta porque Ines está sempre ocupada. Para a surpresa de Ines, Henneberg convida Winfried e Ines para um drinque, junto com sua comitiva. No bar, Henneberg mais uma vez afasta Inês e zomba de Winfried.
Depois de vários dias, Ines e Winfried estão lutando para se dar bem. Estressada pelo trabalho, Ines dorme demais, perdendo um encontro planejado com clientes e culpa seu pai por não tê-la acordado. Sentindo-se alienado e indesejado, ele sai de táxi para o aeroporto. Ines continua com seu trabalho normalmente e, vários dias depois, combina um encontro com duas amigas em um bar. Enquanto Ines e suas amigas conversam, um homem se aproxima e se apresenta como "Toni Erdmann". O homem é claramente Winfried com uma peruca e dentes falsos, mas Ines não deixa transparecer. Suas duas amigas educadamente iniciam uma conversa com "Erdmann"; Ele explica que é um "coach de vida" e consultor que visita Bucareste para assistir ao funeral da tartaruga de seu amigo e também procura um dentista.
Ines está cada vez mais frustrada e insatisfeita com seu trabalho e vida pessoal, mas continua a encontrar "Erdmann" esporadicamente em festas ou fora de seu escritório. A princípio, Inês fica zangada com o pai e o acusa de tentar "arruiná-la", mas com o passar do tempo ela passa a perceber o valor das intervenções do pai em sua vida e joga junto com o estratagema. "Erdmann" a acompanha em uma noite fora com seus amigos do trabalho e, eventualmente, até a acompanha em uma reunião de negócios. Por sua vez, "Erdmann" leva Ines a uma festa de Páscoa de uma família romena, onde a força a uma relutante performance de "Greatest Love of All" de Whitney Houston. Depois de cantar, Ines imediatamente sai correndo.
De volta ao seu apartamento, Ines se prepara para oferecer um brunch de formação de equipes de negócios para comemorar seu aniversário. Ela se esforça para fechar o zíper do vestido justo, percebe que os sapatos não combinam e tenta trocar de roupa. A campainha toca. Em vez de se arrumar ou trocar de roupa, ela abre a porta vestindo apenas calcinha. A primeira convidada é sua amiga Steph, que se oferece para ajudá-la a se vestir. Ines recusa e, quando chega o próximo convidado, ela tira espontaneamente a calcinha e atende a porta nua, dizendo aos convidados que o seu brunch de aniversário é uma "festa de nus". Cada um deles reage de maneira diferente, com alguns saindo com nojo, enquanto outros se despem conscientemente. À medida que a festa fica cada vez mais estranha, Winfried chega vestido com uma fantasia de kukeri búlgaro de corpo inteiro. A fantasia primeiro assusta, depois diverte os foliões, e Winfried logo vai embora. Ines o segue. Lá fora, em um parque público, eles se abraçam, Winfried ainda fantasiado.
Meses depois, Ines retorna à Alemanha para o funeral da avó. Ela largou o emprego em Bucareste e em breve começará um novo em Singapura. Enquanto conversava com Winfried no jardim, Ines tira os dentes falsos do bolso da camisa e os coloca. Winfried diz que quer tirar uma foto e vai buscar sua câmera, deixando Ines sozinha no jardim.

## Elenco
- Peter Simonischek - Winfried Conradi / Toni Erdmann
- Sandra Hüller - Ines Conradi
- Ingrid Bisu - Anca
- Lucy Russell - Steph
- Michael Wittenborn - Henneberg
- Thomas Loibl - Gerald
- Trystan Pütter - Tim
- Hadewych Minis - Tatjana
- Vlad Ivanov - Iliescu
- Victoria Cocias - Flavia
- Ingrid Burkhard - Vovó Annegret

## Produção
O personagem Winfried foi vagamente baseado no próprio pai de Ade, que usava um par de dentes falsos que ela deu a ele como um presente de brincadeira para fazer piadas. Ela também foi influenciada pelo alter ego do comediante Andy Kaufman, Tony Clifton .
Ade ambientou o filme em Bucareste em parte porque muitas empresas alemãs começaram a fazer negócios lá no final da era comunista, com muitos consultores estrangeiros enviados para "mudar o sistema" e ajudar as empresas a ter lucro. "E eu gosto da nova onda de filmes romenos agora também. Então seria divertido trabalhar lá."

## Lançamento
Toni Erdmann teve sua estreia mundial no Festival de Cannes 2016. O filme foi originalmente aceito na seção menos prestigiosa do festival Un Certain Regard, mas na noite anterior à coletiva de imprensa de abril, Ade e seu produtor foram informados de que ele havia sido selecionado para concorrer à Palma de Ouro. Pouco depois, a Sony Pictures Classics e a Thunderbird Releasing adquiriram os direitos de distribuição do filme nos Estados Unidos, América Latina e Reino Unido, respectivamente.
O filme foi exibido no Festival de Cinema de Munique em 23 de junho de 2016; Festival de Cinema de Sydney em 15 de junho de 2016; Festival Internacional de Cinema de Karlovy Vary em 3 de julho de 2016; Festival de Cinema de Telluride em 2 de setembro de 2016; Festival Internacional de Cinema de Toronto em 8 de setembro de 2016; Festival de Cinema de Nova Iorque em 2 de outubro de 2016; e o Festival de Cinema de Londres em 8 de outubro de 2016.
O filme foi lançado na Alemanha em 14 de julho de 2016, na Áustria em 15 de julho de 2016, e na Suíça em 21 de julho de 2016. O filme foi lançado nos Estados Unidos em 25 de dezembro de 2016.

## Gênero
Os críticos geralmente descrevem o filme como uma comédia dramática. Ade disse que acha que a história "sempre teve os dois gêneros, porque [Winfried está] interpretando uma comédia para [Ines], mas ele está fazendo isso por desespero". Ao escrever o roteiro, Ade se interessou pelo potencial cômico do filme, embora tenha tido dúvidas durante as filmagens. "Então, quando editamos o filme, descobri que a comédia era ainda mais forte porque levamos as coisas muito a sério. Por exemplo, em cenas como a festa nua em que o patrão está parado na porta, foi realmente necessário em termos de comédia para que seja o mais existencial possível" com o "ator não pensando nisso como uma comédia".
Hüller disse que sempre pensa "em como o humor funciona" e foi essa pergunta "que estávamos nos perguntando durante o processo. O que é que faz as pessoas rirem? O que há de engraçado em Toni? Eu acho...desespero...é a origem da comédia." Cair da cadeira é "a piada mais velha". Mas mesmo quando as coisas não funcionam, "você realmente tem que tentar, sério. Acho que foi isso que fizemos — você nunca precisa fazer a piada".

## Recepção

### Bilheteria
Toni Erdmann estreou em 14 de julho de 2016, na Alemanha, e foi assistido por 752.000 pessoas na Alemanha naquele ano. O filme foi amplamente divulgado em todos os canais de mídia públicos e se tornou o 40º filme mais assistido na Alemanha em 2016.

### Resposta crítica
O filme recebeu aclamação universal da crítica de cinema. Ele detém uma taxa de aprovação de 93% no site Rotten Tomatoes, com base em 234 críticas, com uma classificação média de 8,3/10. O consenso crítico do site diz: "Toni Erdmann tem pares cuidadosamente construídos, personagens tridimensionais em um estudo de personagem ternamente engraçado que é genuinamente comovente e impressionantemente ambicioso." No Metacritic, o filme tem uma classificação de 93 de 100, com base em 36 avaliações, indicando "aclamação universal".
O filme foi eleito o melhor filme do ano pela revista francesa Cahiers du cinéma. A revista britânica Sight & Sound também o nomeou o melhor filme de 2016 em sua pesquisa com 163 críticos em todo o mundo. Em uma pesquisa da crítica internacional de 2016 conduzida pela BBC, o filme ao lado de Requiem for a Dream e a versão cinematográfica de Carlos empatou para o 100º maior filme desde 2000. Ele também liderou a votação de Melhores Filmes da revista estadunidense Film Comment de 2016.  Os principais críticos de cinema do New York Times, A. O. Scott e Manohla Dargis, incluiu em suas listas.

### Prêmios
Toni Erdmann recebeu o Prêmio FIPRESCI de Melhor Filme em Competição no Festival de Cannes 2016 .
Em agosto de 2016, o filme ganhou o Grande Prêmio da FIPRESCI (Federação Internacional de Críticos de Cinema) de melhor filme do ano, a primeira vez que este prêmio foi concedido a uma cineasta.
Mais tarde nesse ano, em novembro de 2016, o filme foi premiado com o Prémio Lux do Parlamento Europeu, concedido anualmente para facilitar a difusão de filmes europeus na União Europeia.
| List of awards and nominations                   | List of awards and nominations | List of awards and nominations                     | List of awards and nominations                                | List of awards and nominations | List of awards and nominations |
| Prêmio                                           | Data da cerimônia              | Categoria                                          | Destinatário(s)                                               | Resultado                      | Ref(s)                         |
| ------------------------------------------------ | ------------------------------ | -------------------------------------------------- | ------------------------------------------------------------- | ------------------------------ | ------------------------------ |
| Academy Awards                                   | 26 de fevereiro de 2017        | Melhor Filme Estrangeiro                           | Maren Ade                                                     | Indicado                       | [ 46 ] [ 47 ]                  |
| Alliance of Women Film Journalists               | 21 de dezembro de 2016         | Melhor Filme em Língua Não Inglesa                 | Maren Ade                                                     | Indicado                       | [ 48 ] [ 49 ]                  |
| Austin Film Critics Association                  | 28 de dezembro de 2016         | Melhor Filme Estrangeiro                           | Toni Erdmann                                                  | Indicado                       | [ 50 ] [ 51 ]                  |
| Australian Film Critics Association              | 13 de março de 2018            | Melhor Filme Internacional (Língua Estrangeira)    | Toni Erdmann                                                  | Venceu                         | [ 52 ]                         |
| British Academy Film Awards                      | 12 de fevereiro de 2017        | Melhor filme não em inglês                         | Toni Erdmann                                                  | Indicado                       | [ 53 ]                         |
| British Independent Film Awards                  | 4 de dezembro de 2016          | Melhor Filme Independente Estrangeiro              | Maren Ade, Jonas Dornbach, Janine Jackowski and Michael Merkt | Indicado                       | [ 54 ]                         |
| Festival de Cinema de Bruxelas                   | 24 de junho de 2016            | Prêmio Íris de Ouro                                | Maren Ade                                                     | Venceu                         | [ 55 ]                         |
| Festival de Cinema de Bruxelas                   | 24 de junho de 2016            | Prêmio RTBF TV de Melhor Filme                     | Maren Ade                                                     | Venceu                         | [ 55 ]                         |
| Festival de Cinema de Bruxelas                   | 24 de junho de 2016            | Prêmio de Melhor Roteiro                           | Maren Ade                                                     | Venceu                         | [ 55 ]                         |
| Festival de Cannes                               | 22 de maio de 2016             | Prêmio FIPRESCI                                    | Maren Ade                                                     | Venceu                         | [ 42 ]                         |
| Festival de Cannes                               | 22 de maio de 2016             | Palma de Ouro                                      | Maren Ade                                                     | Indicado                       | [ 42 ]                         |
| César                                            | 24 de fevereiro de 2017        | Meilleur film étranger                             | Toni Erdmann                                                  | Indicado                       | [ 56 ]                         |
| Associação de Críticos de Cinema de Chicago      | 15 de dezembro de 2016         | Melhor Filme Estrangeiro                           | Toni Erdmann                                                  | Indicado                       | [ 57 ]                         |
| Prêmios Critics' Choice Movie                    | 11 de dezembro de 2016         | Melhor Filme Estrangeiro                           | Toni Erdmann                                                  | Indicado                       | [ 58 ]                         |
| Dallas-Fort Worth Film Critics Association       |                                | Melhor Filme Estrangeiro                           | Toni Erdmann                                                  | 2º lugar                       | [ 59 ]                         |
| Dorian Awards                                    | 26 de janeiro de 2017          | Filme em língua estrangeira do ano                 | Toni Erdmann                                                  | Indicado                       | [ 60 ]                         |
| Prémios do Cinema Europeu                        | 10 de dezembro de 2016         | Melhor Filme                                       | Toni Erdmann                                                  | Venceu                         | [ 61 ]                         |
| Prémios do Cinema Europeu                        | 10 de dezembro de 2016         | Melhor Diretor                                     | Maren Ade                                                     | Venceu                         | [ 61 ]                         |
| Prémios do Cinema Europeu                        | 10 de dezembro de 2016         | Melhor Roteirista                                  | Maren Ade                                                     | Venceu                         | [ 61 ]                         |
| Prémios do Cinema Europeu                        | 10 de dezembro de 2016         | Melhor Ator                                        | Peter Simonischek                                             | Venceu                         | [ 61 ]                         |
| Prémios do Cinema Europeu                        | 10 de dezembro de 2016         | Melhor Atriz                                       | Sandra Hüller                                                 | Venceu                         | [ 61 ]                         |
| Círculo dos Críticos de Cinema da Flórida        | 23 de dezembro de 2016         | Melhor Filme Estrangeiro                           | Toni Erdmann                                                  | Indicado                       | [ 62 ]                         |
| Prêmios Globo de Ouro                            | 8 de janeiro de 2017           | Melhor Filme Estrangeiro                           | Toni Erdmann                                                  | Indicado                       | [ 63 ]                         |
| Guldbagge                                        | 23 de janeiro de               | Melhor Filme Estrangeiro                           | Toni Erdmann                                                  | Indicado                       | [ 64 ]                         |
| Houston Film Critics Society                     | 6 de janeiro de 2017           | Melhor Filme Estrangeiro                           | Toni Erdmann                                                  | Indicado                       | [ 65 ] [ 66 ]                  |
| Prêmios Independent Spirit                       | 25 de fevereiro de 2017        | Melhor Filme Internacional                         | Toni Erdmann                                                  | Venceu                         | [ 67 ]                         |
| IndieWire Critics Poll                           | 19 de dezembro de 2016         | Melhor Filme                                       | Toni Erdmann                                                  | 4º lugar                       | [ 68 ]                         |
| IndieWire Critics Poll                           | 19 de dezembro de 2016         | Melhor Diretor                                     | Maren Ade                                                     | 3º lugar                       | [ 68 ]                         |
| IndieWire Critics Poll                           | 19 de dezembro de 2016         | Melhor Atriz                                       | Sandra Hüller                                                 | 3º lugar                       | [ 68 ]                         |
| IndieWire Critics Poll                           | 19 de dezembro de 2016         | Melhor Ator                                        | Peter Simonischek                                             | 4º lugar                       | [ 68 ]                         |
| IndieWire Critics Poll                           | 19 de dezembro de 2016         | Melhor Roteiro                                     | Toni Erdmann                                                  | 7º lugar                       | [ 68 ]                         |
| London Film Critics Circle                       | 22 de janeiro de 2017          | Filme do ano                                       | Toni Erdmann                                                  | Indicado                       | [ 69 ]                         |
| London Film Critics Circle                       | 22 de janeiro de 2017          | Diretor do Ano                                     | Maren Ade                                                     | Indicado                       | [ 69 ]                         |
| London Film Critics Circle                       | 22 de janeiro de 2017          | Ator do Ano                                        | Peter Simonischek                                             | Indicado                       | [ 69 ]                         |
| London Film Critics Circle                       | 22 de janeiro de 2017          | Atriz do Ano                                       | Sandra Hüller                                                 | Indicado                       | [ 69 ]                         |
| London Film Critics Circle                       | 22 de janeiro de 2017          | Roteirista do Ano                                  | Maren Ade                                                     | Indicado                       | [ 69 ]                         |
| London Film Critics Circle                       | 22 de janeiro de 2017          | Filme em Língua Estrangeira do Ano                 | Toni Erdmann                                                  | Venceu                         | [ 69 ]                         |
| Associação de Críticos de Cinema de Los Angeles  | 4 de dezembro de 2016          | Melhor Filme Estrangeiro                           | Toni Erdmann                                                  | Vice-campeão                   | [ 70 ]                         |
| Sociedade Nacional de Críticos de Cinema         | 7 de janeiro de 2017           | Melhor Atriz                                       | Sandra Hüller                                                 | 2º Lugar                       | [ 71 ]                         |
| Sociedade Nacional de Críticos de Cinema         | 7 de janeiro de 2017           | Melhor Filme Estrangeiro                           | Toni Erdmann                                                  | Venceu                         | [ 71 ]                         |
| Associação de Críticos de Nova Iorque            | 1 de dezembro de 2016          | Melhor Filme Estrangeiro                           | Toni Erdmann                                                  | Venceu                         | [ 72 ]                         |
| New York Film Critics Online                     | 11 de dezembro de 2016         | Os 12 melhores filmes                              | Toni Erdmann                                                  | Venceu                         | [ 73 ]                         |
| Online Film Critics Society                      | 3 de janeiro de 2017           | Melhor Filme Estrangeiro                           | Toni Erdmann                                                  | Indicado                       | [ 74 ]                         |
| Palić Film Festival                              | 22 de julho de 2016            | Torre Dourada de Melhor Filme                      | Maren Ade                                                     | Venceu                         | [ 75 ]                         |
| Festival Internacional de Cinema de Palm Springs | 15 de janeiro de 2017          | Prêmio FIPRESCI de Melhor Filme Estrangeiro do Ano | Toni Erdmann                                                  | Venceu                         | [ 76 ]                         |
| San Francisco Film Critics Circle                | 11 de dezembro de              | Melhor Filme Estrangeiro                           | Toni Erdmann                                                  | Indicado                       | [ 77 ] [ 78 ]                  |
| Prêmios Satellite                                | 19 de fevereiro de 2017        | Melhor Filme Estrangeiro                           | Toni Erdmann                                                  | Indicado                       | [ 79 ]                         |
| St. Louis Gateway Film Critics Association       | 18 de dezembro de 2016         | Melhor Filme Estrangeiro                           | Toni Erdmann                                                  | Indicado                       | [ 80 ]                         |
| Associação de Críticos de Cinema de Toronto      | 11 de dezembro de 2016         | Melhor Filme                                       | Toni Erdmann                                                  | Vice-campeão                   | [ 81 ]                         |
| Associação de Críticos de Cinema de Toronto      | 11 de dezembro de 2016         | Melhor Ator                                        | Peter Simonischek                                             | Vice-campeão                   | [ 81 ]                         |
| Associação de Críticos de Cinema de Toronto      | 11 de dezembro de 2016         | Melhor Atriz                                       | Sandra Hüller                                                 | Venceu                         | [ 81 ]                         |
| Associação de Críticos de Cinema de Toronto      | 11 de dezembro de 2016         | Melhor Diretor                                     | Maren Ade                                                     | Venceu                         | [ 81 ]                         |
| Associação de Críticos de Cinema de Toronto      | 11 de dezembro de 2016         | Melhor Roteiro                                     | Maren Ade                                                     | Vice-campeão                   | [ 81 ]                         |
| Associação de Críticos de Cinema de Toronto      | 11 de dezembro de 2016         | Melhor Filme Estrangeiro                           | Toni Erdmann                                                  | Venceu                         | [ 81 ]                         |
| Vancouver Film Critics Circle                    | 20 de dezembro de 2016         | Melhor Filme Estrangeiro                           | Toni Erdmann                                                  | Venceu                         | [ 82 ]                         |
| Washington D.C. Area Film Critics Association    | 5 de dezembro de 2016          | Melhor Filme Estrangeiro                           | Toni Erdmann                                                  | Indicado                       | [ 83 ]                         |
| Women Film Critics Circle                        | 19 de dezembro de 2016         | Melhor filme estrangeiro por ou sobre mulheres     | Toni Erdmann                                                  | Indicado                       | [ 84 ]                         |

1. ↑  Empatada com Annette Bening por 20th Century Women

## Remake
Em 7 de fevereiro de 2017, a Variety anunciou que a Paramount Pictures contratou Jack Nicholson e Kristen Wiig para um remake estadunidense do filme, com Adam McKay, Will Ferrell e Jessica Elbaum como produtores. Em agosto de 2018, Nicholson e a produtora Lena Dunham retiraram-se do filme, efetivamente retardando seu desenvolvimento.